# Otto Carius
Otto Carius (Dos Puentes, Renania-Palatinado, 27 de mayo de 1922 - Herschweiler-Pettersheim, Renania-Palatinado, 24 de enero de 2015) fue un jefe de carros alemán de la Wehrmacht durante la Segunda Guerra Mundial. Fue el segundo oficial alemán con más carros blindados destruidos, sólo superado por Kurl Knispel y por encima de otros célebres carristas como Johannes Bölter, Ernst Barkmann o el célebre Michael Wittman, aunque esto ha sido puesto en duda por historiadores militares españoles como José A. Márquez Periano en su obra Héroes Panzer de la Segunda Guerra Mundial dado que Otto Carius reconoció personalmente al famoso divulgador anteriormente mencionado que solamente destruyó: "Unos 100 blindados. La verdad que no los contaba".

## Segunda Guerra Mundial

### 1940-1942
Otto había sido reclutado dos veces antes, pero se le había rechazado por tener un peso insuficiente para el servicio militar. En 1940 finalmente, con 18 años, ingresó en el 104.º Batallón de Infantería de Reemplazo. Luego del entrenamiento, se alistó como voluntario en los Cuerpos Panzer. Carius aprendió las bases de la guerra acorazada en Putlos, Holstein, con el 7.º Batallón Panzer de Reemplazo.
Su unidad se integró en el recién formado 21.º Regimiento Panzer y en junio de 1941 fue enviado al este de Prusia. Libró su primera batalla en un Panzer 38(t), en el marco de la Operación Barbarroja, a fines de junio de ese año. Durante esta operación Otto sufrió heridas por un proyectil que impactó en su tanque.

### 1943-1945
Ascendido a teniente primero, en 1943 Carius fue transferido al 502.º Batallón de Tanques Pesados. Esta unidad combatió en el frente de Leningrado y después en la Batalla de Narva (1944), en Estonia. Fue gravemente herido el 24 de julio de 1944 mientras realizaba tareas de reconocimiento con una motocicleta cerca de una aldea. Hasta ese día, había estado comandando extraoficialmente la 2.ª Compañía del batallón, pero el mismo día en que fue herido fue designado oficialmente comandante de la compañía. En esa ocasión un disparo le atravesó la pierna, otro el cuello, cuatro balazos le dieron en la espalda y uno en el brazo.
A comienzos de 1945, en el Frente Occidental, fue comandante de una compañía de Jagdtiger del 512.º Batallón Antitanque Pesado. El 8 de marzo, antes de terminar el entrenamiento, la 2.ª Compañía fue destinada a Siegburg. Entonces luchó en la defensa del Rin y finalmente se rindió al ejército estadounidense el 15 de abril de 1945.
Otto Carius destruyó más de 150 blindados a lo largo de la contienda.

## Posguerra

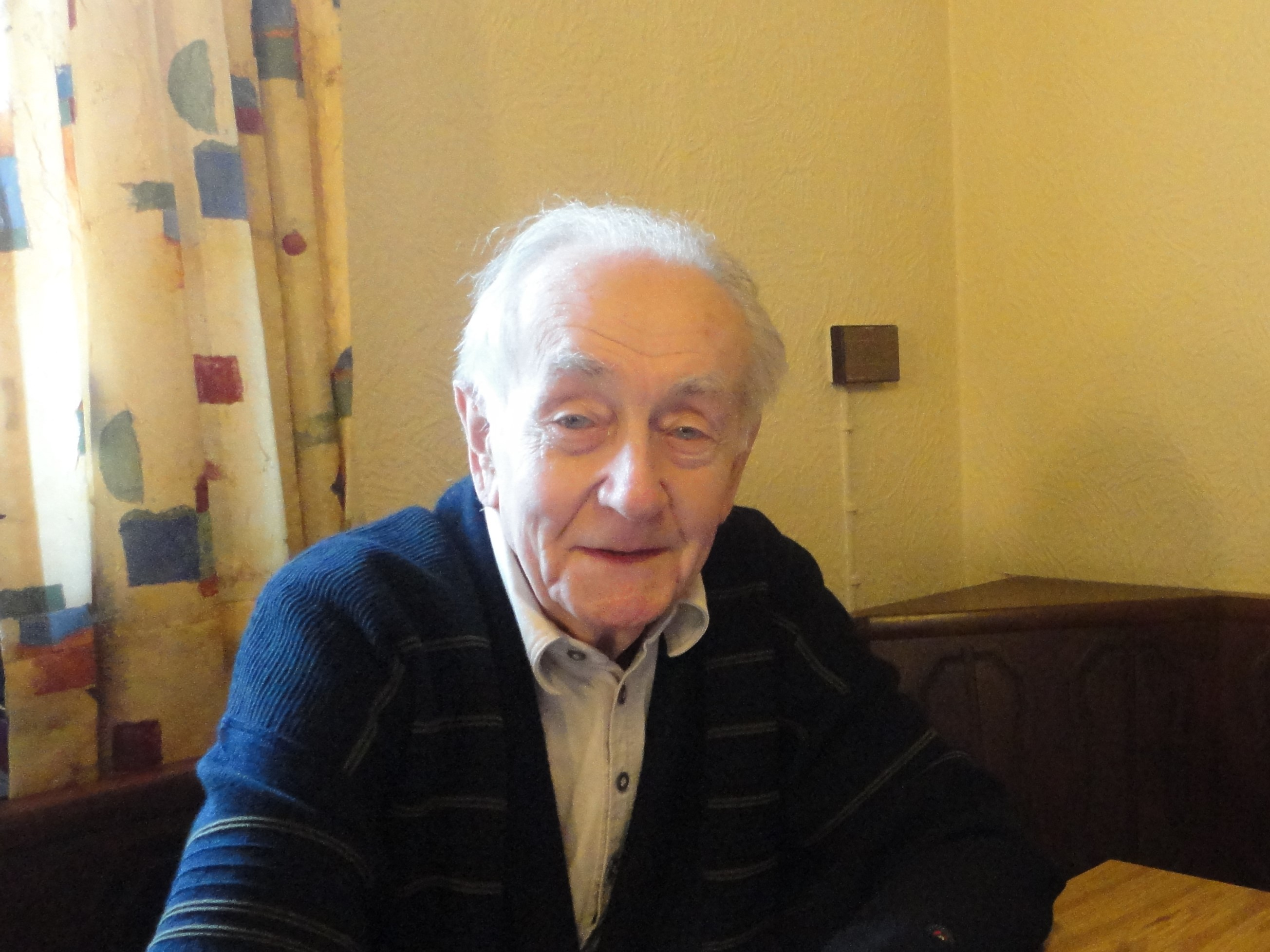
Otto Carius a la edad de 91 años

Terminada la guerra abrió una farmacia que llamó "Tiger Apotheke" (por el tanque alemán Tiger, uno de los cuales llegó a comandar durante su exitosa carrera militar), en Herschweiler-Pettersheim, Renania-Palatinado. También escribió un libro sobre su experiencia en combate, titulado "Tigres en el Barro" en el cual relata con gran detalle sus hazañas como comandante de tanque.
Tras una breve enfermedad, falleció mientras dormía el 24 de enero de 2015 en su domicilio de Herschweiler-Pettersheim en Renania-Palatinado.

## Condecoraciones
- Medalla de herido en negro (8 de julio de 1941)[3]
- Medalla del frente oriental 1941/42 (20 de agosto de 1941)[4]
- Cruz de Hierro de 2.ª Clase (15 de septiembre de 1942)[5]
- Cruz de Hierro de 1.ª Clase (23 de noviembre de 1943)[6]
- Medalla de herido en plata (15 de diciembre de 1943)[7]
- Cruz de Caballero de la Cruz de Hierro con Hojas de Roble
  - Cruz de Caballero el 4 de mayo de 1944 como Teniente de Reserva y jefe de sección en la 2.ª Compañía del 502.º Batallón de Tanques Pesados[8][9]
  - Hojas de Roble el 27 de julio de 1944 como Teniente de Reserva y jefe de la 2.ª Compañía del 502.º Batallón de Tanques Pesados[8]
- Insignia de Combate de Tanques en plata
  - 2.º Grado (15 de julio de 1944)[10]
  - 3.er Grado (1 de septiembre de 1944)[11]
- Medalla de herido en oro (11 de septiembre de 1944)[10]

## En la cultura popular
El afamado director y artista del manga Hayao Miyazaki escribió un cómic, que se publicó como Otto Carius: Doromamire no tora (妄想ノート 泥まみれの虎?   , lit. Tigres cubiertos de lodo), basado en el libro del tanquista. La serie se presentó en la revista Model Graphix y su tirada entre diciembre de 1998 y mayo de 1999. Originalmente este manga iba a consistir de tres episodios, pero fue ampliado a seis para cubrir la historia completa.